# Erdei Sándor (humorista)
Erdei Sándor Zsolt (Miskolc, 1976. március 2. – ) magyar humorista, előadóművész, a miskolci 12-es választókörzet független képviselője.

## Élete
Édesapja Erdei Sándor, édesanyja Galkó Ilona. Egy nővére van.
Gyermekkorát Edelényben töltötte, majd középiskolai tanulmányait Sátoraljaújhelyen végezte kertészeti technikumban.
Jelentősebb középiskolai eredményei:
- Kitaibel Pál országos biológiai verseny 3. hely (1994)
- Szép Magyar Beszéd verseny: Kazinczy-érem (1994)
- Csengey Dénes országos vers- és prózamondó verseny, ifjúsági kategória: 1. hely (1995)

1996 és 2002 között a Miskolci Egyetem Bölcsészettudományi Karának Kulturális antropológia szakos hallgatója volt.
Miskolcon a Győri kapu városrészben él.

## Munkássága
Színpadi szerepléseit a miskolci Pécsi Sándor Gurulószínház tagjaként kezdte 1996-tól 1997 tavaszáig.
Humorista pályafutása is 1996-ban indult, amikor egy versmondó versenyen Böröczky József (a Mikroszkóp Színpad művésze) felfigyelt rá, és meghívta az HBO mozicsatorna akkor induló Mennyi? 30! című kabaréműsorába (figurák: kukás, orvos, rendőr, Cudar Józsi, Nagymutter, Zsoltti).

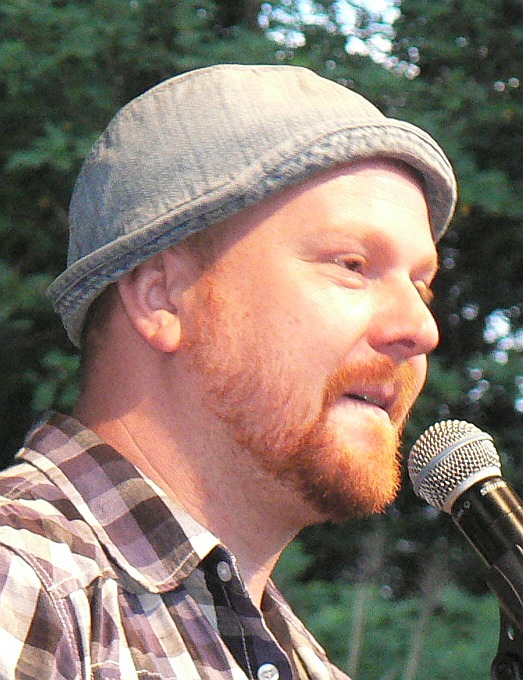
Rokker Zsoltti szerepében (2012)

Rádióműsorba 1999-ben a Boros Lajos-Bochkor Gábor-párosnak köszönhetően került, akik a Danubius Rádió gegcsapatába invitálták. Velük együtt igazolt át a Sláger Rádióhoz 2000-ben, ahol „Rokker Zsoltti és a Nagymutter” a Bumeráng című reggeli műsorának állandó szereplője lett.
Televíziós kabaréműsorokban is szerepelt. Legfőbbek: Szeszélyes évszakok, Emberek a Holdon, Bruhaha, Mi kérünk elnézést!.
Vendégként többek között látható volt az Activity Show-ban, a Névshowr-ban, valamint a Viva Tv-n.
Kis szerepet kapott A miniszter félrelép című filmben.
2005-től nem csak figurák bőrébe bújva, hanem „Erdei Sándor”-ként is szerepel a stand-up comedy műfajában.
2005-ben humorista munkája mellett visszanyúlt költészet iránti szeretetéhez, és megjelentetett egy verses maxi cd-t, valamint egy meditatív lírai albumot, amelyen neves magyar költők verseit szavalja Czapár János és Oláh Szabolcs által szerzett zenei aláfestéssel.
2009-től szerepel a Mikroszkóp Színpad stand-up comedy estjein, 2010-től a Stand Up Brigád humortársulat tagja.
2018-ban indult a miskolci 12. szavazókörzet időszaki választásán, amit azért írtak ki, mert korábbi képviselőjük parlamenti képviselő lett. A függetlenként induló Erdei mögé beálltak az ellenzéki pártok is. A választási bizottság egy másik Erdei Sándort is nyilvántartásba vett, így a szavazólapon születési évükkel különböztették meg őket. A 27,7%-os részvétellel rendelkező választáson végül a szavazatok 36,93%-át szerezte meg, amellyel második lett a fideszes Nagy Ákos mögött (60,69%). A másik, 1983-as születésű Erdei kevesebb mint 1%-ot ért el. 2018 decemberében Erdei Sándor felvette a „Zsolt” keresztnevet is.
A 2019-es önkormányzati választáson a miskolci 12-es választókörzet (Bodótető és Bábonyibérc) független jelöltje.
A 2022-es országgyűlési választáson a Jobbik Magyarországért Mozgalom színeiben indul a Sátoraljaújhely központú Borsod-Abaúj-Zemplén megyei 5. választókerületben, miután megnyerte a 2021 őszi előválasztást. A szavazatok 29,99%-át szerezte meg, ezzel második lett a fideszes jelölt mögött. 2023. szeptember 14-én bejelentette, hogy belép a Momentum Mozgalomba.

## Albumai
- Rokker Zsoltti és a Nagymutter (2001, platinalemez)
- Rokker Zsoltti – Neszójjábe! (2003, aranylemez)
- Rokker Zsoltti – Tömény (2005, lemez:-)
- Poetix – A mámor versei (2005, maxi)
- Poetix – A magyar költészet kincsei (2005)
- Rokker Zsoltti karácsonya (2006)

## Képregények
- Rokker Zsoltti és a többiek (2004)
- Rokker Zsoltti világa (2006)

A képregényeket rajzolta: Fórizs Attila Fóka.